# Jin Andi
Jin Andi (晉安帝, jìn āndì, Sima Dezong), Kaiser von China 396–418, war der älteste Sohn von Kaiser Jin Xiaowudi. Kaiser Jin Andi war geistig behindert. Die Regierungsgeschäfte wurden vorwiegend von Minister Sima Dazi (司马道子) geführt.
| Vorgänger | Amt                      | Nachfolger |
| --------- | ------------------------ | ---------- |
| Xiaowu    | Kaiser von China 396–418 | Gong       |

| Personendaten    | Personendaten                                                        |
| ---------------- | -------------------------------------------------------------------- |
| NAME             | Jin Andi                                                             |
| KURZBESCHREIBUNG | chinesischer Kaiser (396–418), ältester Sohn von Kaiser Jin Xiaowudi |
| GEBURTSDATUM     | vor 396                                                              |
| STERBEDATUM      | nach 417                                                             |